# Phyllis Kroll
Pour les articles homonymes, voir Kroll.
Phyllis Kroll est un personnage fictif créé par Ilene Chaiken pour la série télévisée The L Word. 
Elle est interprétée par l'actrice Cybill Shepherd.
Elle fait sa première apparition dans le deuxième épisode de la quatrième saison et restera présente durant les saisons 4, 5 et 6.

## Phyllis
Elle est l'ex-femme de Leonard Kroll (Bruce Davison) et la mère de Molly (Clementine Ford) qui est aussi sa fille dans la vraie vie. Phyllis a sa première relation lesbienne avec Alice.

## Apparition du personnage par épisode
| Phyllis Kroll | Phyllis Kroll | Phyllis Kroll | Phyllis Kroll | Phyllis Kroll | Phyllis Kroll | Phyllis Kroll | Phyllis Kroll | Phyllis Kroll | Phyllis Kroll | Phyllis Kroll | Phyllis Kroll | Phyllis Kroll |
| Saison 1      | Saison 1      | Saison 1      | Saison 1      | Saison 1      | Saison 1      | Saison 1      | Saison 1      | Saison 1      | Saison 1      | Saison 1      | Saison 1      | Saison 1      |
| ------------- | ------------- | ------------- | ------------- | ------------- | ------------- | ------------- | ------------- | ------------- | ------------- | ------------- | ------------- | ------------- |
| 01            | 02            | 03            | 04            | 05            | 06            | 07            | 08            | 09            | 10            | 11            | 12            | 13            |
| -             | -             | -             | -             | -             | -             | -             | -             | -             | -             | -             | -             | -             |
| Saison 2      |               |               |               |               |               |               |               |               |               |               |               |               |
| 01            | 02            | 03            | 04            | 05            | 06            | 07            | 08            | 09            | 10            | 11            | 12            | 13            |
| -             | -             | -             | -             | -             | -             | -             | -             | -             | -             | -             | -             | -             |
| Saison 3      |               |               |               |               |               |               |               |               |               |               |               |               |
| 01            | 02            | 03            | 04            | 05            | 06            | 07            | 08            | 09            | 10            | 11            | 12            |               |
| -             | -             | -             | -             | -             | -             | -             | -             | -             | -             | -             | -             |               |
| Saison 4      |               |               |               |               |               |               |               |               |               |               |               |               |
| 01            | 02            | 03            | 04            | 05            | 06            | 07            | 08            | 09            | 10            | 11            | 12            |               |
| -             | Oui           | Oui           | Oui           | Oui           | Oui           | Oui           | -             | Oui           | -             | Oui           | Oui           |               |
| Saison 5      |               |               |               |               |               |               |               |               |               |               |               |               |
| 01            | 02            | 03            | 04            | 05            | 06            | 07            | 08            | 09            | 10            | 11            | 12            |               |
| Oui           | Oui           | -             | -             | -             | Oui           | -             | Oui           | Oui           | -             | Oui           | Oui           |               |
| Saison 6      |               |               |               |               |               |               |               |               |               |               |               |               |
| 01            | 02            | 03            | 04            | 05            | 06            | 07            | 08            |               |               |               |               |               |
| -             | Oui           | Oui           | -             | -             | -             | -             | Oui           |               |               |               |               |               |